# タイ・カダイ語族
タイ・カダイ語族（タイ・カダイごぞく、Tai-Kadai languages）またはクラ・ダイ語族（クラ・ダイごぞく、Kra-Dai languages）は、東南アジア（タイ、ラオス、ベトナム、ミャンマー）、北東インド（アッサム州、アルナーチャル・プラデーシュ州）、中国西南部及び華南に分布する語族である。国家の公用語となっているタイ語やラーオ語のほか、多数の少数民族言語（チワン語、シャン語、タイー語、トン語、ラギャ語、リー語など）が含まれる。
基本的に単音節的孤立語で声調言語であり、語順はSVO型で、修飾語は被修飾語のあとにつくのが普通である。これらの性質は中国から東南アジア大陸部の広い範囲の言語と共通するが、これは系統的な性質というより、地域特性（言語連合）と考えられる。

## 名称

### クラ・ダイ語族
「クラ・ダイ」（Kra-Dai）という名称は、タイの言語学者ウィーラ・オスタピラート（Weera Ostapirat）が提唱したものである。オスタピラートは2000年の論文において、「クラ（Kra）」をクラ諸語における自称の祖形としている。一方、「ダイ（Dai）」は、タイ系民族の自称の祖形である。
クラ・ダイ語族は、クラ諸語とタイ諸語の他にも、リー諸語、オンベ諸語、カム・スイ諸語といった下位語群を含む。
それにもかかわらず、オスタピラートは「クラ・ダイ」を語族全体の名称として採用した。これはシナ・チベット語族やモン・クメール語派といった他の言語群の命名法に倣ったものである。タイ諸語は広西からアッサム州に及ぶ広大な地域に分布し、タイ語やラーオ語等の比較的メジャーな言語を含む。その話者であるタイ系民族は、有史以来、ラーンナー、ラーンサーン、シップソーンパンナー、アーホームといった政体を築いてきた。こうしたタイ諸語に次ぐ地理的規模を備えているのがクラ諸語であり、その使用地域は貴州省からベトナムのソンラ省に及ぶ。これに対し、リー諸語とオンベ諸語の地理的分布は海南省に限られている。なお、カム・スイ諸語も中国西南部及び華南の比較的広い地域で話されているが、系統的にはタイ諸語とかなり近縁であるという。「クラ」が「ダイ」と並んで語族の名称に選ばれたのは、以上のような事情による。
オスタピラートの提案以降、東南アジア諸言語の専門家の間では、「クラ・ダイ」が「タイ・カダイ」に替わる呼称として広く用いられるようになった。

### タイ・カダイ語族
エスノローグやGlottologをはじめ、多くの文献では、「タイ・カダイ」（Tai–Kadai）という名称も依然として使用されている。ただし、オスタピラートはこの呼称が問題含みであるとして、「クラ・ダイ」に置き換えるよう推奨している。
「カダイ諸語」（Kadai）はもともと、海南省のリー語に加え、中国西南部、広西及びベトナム北部のコーラオ語、プービャオ語、ラチ語から成る語群として提唱された。しかし、この区分は現在では受け入れられていない。
「カダイ」という名称にはその他にも、文献によって指す対象が異なる、タイ語の話者にとっては奇妙に聞こえるといった問題が存在する。

#### ベネディクトの「カダイ諸語」
アメリカの言語学者ポール・K・ベネディクトは、1942年の論文の中で、リー語（Li）と、後にオスタピラートがクラ諸語として分類したコーラオ語（Kelao）、プービャオ語（Laqua）、ラチ語（Lati）から成る言語群を「カダイ」と命名した。「カ（ka-）」はコーラオ語とプービャオ語でそれぞれ「人」を意味するkătsü、kădăŭに、「ダイ（dai）」はリー族の自称の一つに由来する。
さらにベネディクトは、「カダイ諸語」とタイ諸語（Thai）及びインドネシア諸語（Indonesian）の近縁性を指摘した。ベネディクトによると、「カダイ諸語」の数詞は、今日で言うオーストロネシア語族の言語と類似している。
| 数詞 | 広東語 | タイ語      | 原インドネシア語 | プービャオ | リー（南） | リー（北） | コーラオ（南） | コーラオ（北） | ラチ |
| ---- | ------ | ----------- | ---------------- | ---------- | ---------- | ---------- | -------------- | -------------- | ---- |
| 一   | jat1   | หนึ่ง (nʉ̀ng)  | *‘it'a‘          | tiă        | kü         | ü          | tsi            | si             | tšăm |
| 二   | ji6    | สอง (sɔ̌ɔng) | *duwa'           | δe         | dau        | trau       | δü             | so             | fu   |
| 三   | saam1  | สาม (sǎam)  | *təlu‘           | tău        | su         | su         | tŏ             | da             | si   |
| 四   | sei3   | สี่ (sìi)     | *‘ə(m)pat        | pe         | sau        | so         | pu             | bu             | pu   |
| 五   | ng5    | ห้า (hâa)    | *lima‘           | mö         | ma         | pa         | mlěn           | mbu            | ng   |
| 六   | luk6   | หก (hòk)    | *‘ənam           | nam        | nom        | tom        | tšö            | nang           | nă   |
| 七   | cat1   | เจ็ด (jèt)   | *pitu‘           | mö tău     | t‘u        | t‘au       | δi             | ši             | ti   |
| 八   | baat3  | แปด (bpɛ̀ɛt) | *walu‘           | mö dü      | du         | au         | šiă            | vleu           | be   |
| 九   | gau2   | เก้า (gâao)  | *t'iwa‘          | mö δiă     | pöü        | föü        | ku             | su             | lu   |
| 十   | sap6   | สิบ (sìp)    | *puluh           | păt        | p‘uot      | fuot       | tsü            | beu            | pa   |

1942年当時、タイ諸語は漢語と共にシナ・チベット語族に分類するのが一般的であった。しかし現在では（例えば広東語とタイ語の数詞に見られるような）漢語とタイ諸語の類似は、共通の祖語ではなく、言語接触に由来するものと考えられている。一方、タイ諸語とリー語、プービャオ語、コーラオ語、ラチ語の近縁性に関しては、言語学者の間で広く受け入れられている。
もっとも、コーラオ語、プービャオ語、ラチ語とリー諸語が「カダイ諸語」という一つの言語群を成すとの主張は、オスタピラートの比較言語学的な研究によって棄却されている。

#### その他の問題点
「カダイ諸語」という名称は、ベネディクトの用法とは別に、クラ・ダイ語族全体に対して用いられる場合もある。また、クラ諸語のみを指して「カダイ諸語」と呼ぶ場合もある。
なお、タイ語において、「タイ・カダイ」はไท–กะได /tʰaj˧ ka˨˩.daj˧/となる。オスタピラートによると、この術語は往々にしてタイ語話者の笑いを誘う。というのも、「カダイ」は「はしご」を意味する単語と同音になるためである。後置修飾を行うタイ語では、他のタイ系民族をTai khao「白タイ（タイ＋白い）」、Tai dam「黒タイ（タイ＋黒い）」のように呼称する。それゆえ、「タイ・カダイ」は「はしごタイ」のように聞こえてしまうという。オスタピラートは、タイ語におけるこの語族の名称として、「クラ」と「タイ」の同根語から成るข้า–ไท /kʰaː˥˩ tʰaj˧/を推奨している。

### カム・タイ（侗台）語族
中国出身の言語学者李方桂は、1942年から翌年にかけて貴州省のスイ語及びマク語の調査を行い、カム・スイ諸語（Kam-Sui）とタイ諸語の系統関係を比較言語学的に示した。
李が用いた「カム・タイ諸語（Kam-Tai）」という術語は、中国国内において、クラ・ダイ語族全体を指す名称として使用されている。例えば、2012年に出版された中国言語地図集の第二版は、「カム・タイ語族（侗台語族）」を、「チワン・タイ語支（壯傣語支）」「リー語支（黎語支）」「カム・スイ語支（侗台語支）」「グーヤン語支（仡央語支）」の4つに大別している。オンベ諸語はタイ諸語と共に「チワン・タイ語支」の一部として、クラ諸語は「グーヤン語支」として分類されている。
ただし、中国国外（タイや欧米）の言語学者は、「カム・タイ」をクラ・ダイ語族の下位語群を指すのに用いている。例えば、オスタピラートは、オンベ諸語、タイ諸語、カム・スイ諸語を含み、クラ諸語とリー諸語を含まない言語群を「カム・タイ」と称している。アメリカの言語学者ピーター・ノークエスト（Peter K. Norquest）は、クラ・ダイ語族からビャオ語とラギャ語を除いた言語群の名称として「カム・タイ」を用いている。

### その他の名称
クラ・ダイ語族に対するその他の名称としては、イギリスの言語学者ロジャー・ブレンチの用いているDaicがある。
中国語の文献においては、「カム・タイ諸語（侗台語系）」の他に、「チワン・トン諸語（zh:壯侗語系）」という名称なども使用される。

## 分類

「歯」を意味する形式の変遷をもとにクラ・ダイ語族の分岐を描写した図。

タイ・カダイ（クラ・ダイ）語族に属する言語群としては、少なくとも、クラ諸語、タイ諸語、リー諸語、カム・スイ諸語、オンベ諸語の5つが挙げられる。各語群に属する言語には、以下のようなものがある。
- クラ諸語 （仡央語支、Kra、Geyang、Kadai）
  - コーラオ語（英語版） (仡佬語、Gelao) - （貴州省、広西チワン族自治区、雲南省、ベトナム）
  - ラチ語（英語版） (拉基語、Lachi) - （雲南省、ベトナム）
  - ラハ語（英語版）（Laha）-（ベトナム）
  - ブーヤン語（英語版） (布央語、Buyang) -（雲南省）
  - エン語（英語版）（En）-（ベトナム）
  - プービャオ語（英語版） (普標語、Laqua、Qabiao) - （雲南省、ベトナム）

- カム・スイ諸語（英語版）　（侗水語支、Kam-Sui）
  - トン語（侗語、Kam）
  - スイ語（英語版） (水、Sui)
  - マオナン（毛南）語（Maonan）
  - ムーラオ（ムーラム・仫佬）語（Mulam）
  - 佯僙語 （Then）
  - 莫語（Mak）
  - 茶洞語（Chadong）

- リー諸語 (黎語支、Hlai、Li) - （中国・海南島）
  - 保定方言 (Baoding)
  - 通什方言 (Tongshi)
  - 元門方言 (Yuanmen)
  - 黒土方言 (Heitu)

- オンベ諸語（臨高語、Ong-Be、Be） - （海南省）

- タイ諸語（Tai languages）
  - 北部タイ諸語（英語版）
    - プイ語 (Bouyei)  - （中国）
    - 北チワン語 （N.Zhuang） - （中国）
    - Yai
    - セック語（Saek） - （ラオス）
    - Mène

  - 中央タイ諸語（英語版）
    - 南チワン語（S.Zhuang） - （中国）
    - en:Nùng language（Nùng）
    - タイー語 (Tày) 
      - 南西タイ諸語（英語版）
        - en:Tai Lue language (Lue)
        - タイ語 (Thai)
        - 南タイ語 (So.Thai)
        - 北タイ語 (Lanna)
        - ラーオ語 (Lao)
        - en:Tai Dam language (Black Tai)、en:Tai Dón language (White Tai)、en:Tai Daeng language (Red Tai)
        - en:Phu Thai language（Phu Tai）
        - シャン語 (Shan)
        - en:Tai Nuea language (Dehong)
        - en:Khamti language（Khamti）- ミャンマー・カチン州及び北東インドで話され、SOV型を基本語順とする。
        - en:Tai Phake language(Phake)、en:Tai Aiton language(Aiton)

ビャオ語やラギャ語の系統的な位置については諸説ある。アメリカの言語学者ピーター・ノークエスト（Peter K. Norquest）は、語彙的改新を基に、以下のようなクラ・ダイ語族の系統樹を提唱している。
- クラ・ダイ語族
  - ビャオ・ラギャ諸語（Biao-Lakkja）
  - カム・タイ諸語
    - カム・スイ諸語
    - クラ・タイ諸語（Kra-Tai）
      - クラ諸語
      - リー・タイ諸語（Hlai–Tai）
        - リー諸語
        - ベー・タイ諸語（Be-Tai）
          - オンベ諸語
          - タイ諸語

ノークエストによると、ビャオ語とラギャ語は、他のクラ・ダイ諸語から分かれ出た時期が最も早い。その次にカム・スイ諸語、クラ諸語、リー諸語が分岐し、残りの言語からオンベ諸語とタイ諸語が形成されたという。

## 話者数
| 言語名                                   | 話者数        | 備考                   |
| ---------------------------------------- | ------------- | ---------------------- |
| タイ語（泰語）                           | 4600–5000万人 | 方言：北タイ語 600万人 |
| ラーオ語（寮語）                         | 約3180万人    |                        |
| チワン語（壮語）                         | 1800万人      |                        |
| シャン語（撣語）                         | 330万人       |                        |
| プイ語（布依語）                         | 265万人       |                        |
| トン語（侗語）                           | 150万人       |                        |
| タイー語（岱依語）                       | 148万人       |                        |
| リー語（黎語）                           | 70万人        |                        |
| 黒タイ語またはタイ・ダム語（傣擔語）(en) | 約70万人      |                        |
| タイ・ルー語（傣仂語）(en)               | 67万人        |                        |
| オンベ語（臨高語）(en)                   | 60万人        |                        |
| タイ・ヌア語（傣哪語）(en)               | 36万人        |                        |
| スイ語（水語）(en)                       | 34万6千人     |                        |

## 他の語族との系統関係の仮説

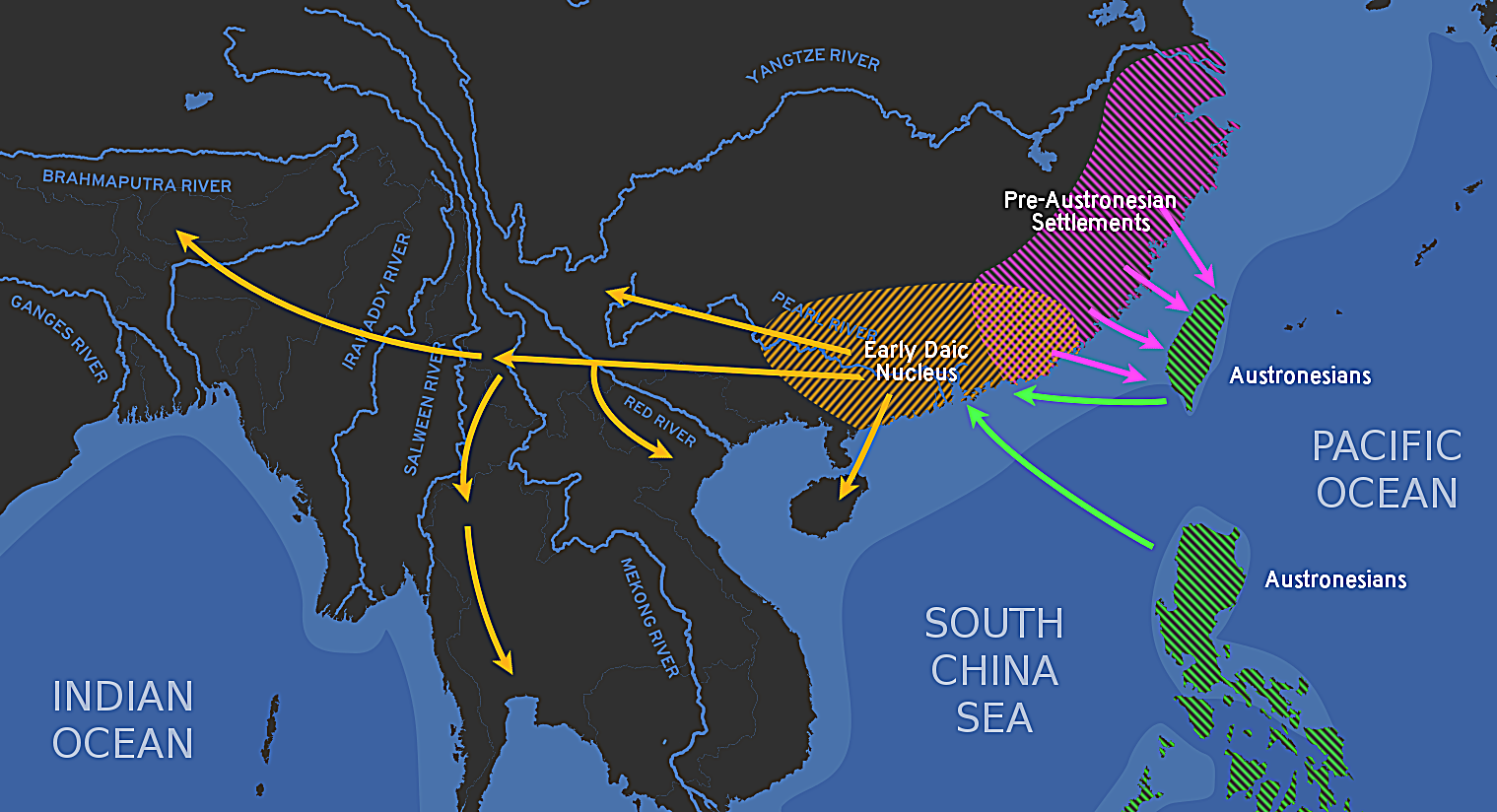
タイ・カダイ語族の逆移住起源の仮説 (Blench, 2018)

オーストロ・タイ語族
複数の学者によってオーストロネシア語族との関連性が提示されている。両語族の核となる語彙には、同根語がある。Ostapirat (2013)は両者は姉妹語であるとし、ロジャー・ブレンチ (2018) はオーストロネシア語族話者が台湾やフィリピンから大陸に逆移住したことでタイ・カダイ語族が生じたとしている。
言語類型論的に、オーストロネシア語族の言語は概ね複音節的な非声調言語の膠着語であり、VOS型ないしSVO型の語順である一方、タイ・カダイ語族は単音節的な声調言語の孤立語、語順はSVO型が基本である。タイ・カダイ語族の類型論的な特徴は、漢語を含む東南アジア諸言語との接触を通して獲得された可能性が高い。
シナ・タイ語族
タイ・カダイ語族はかつて、語彙の多くが類似していることから、フモン・ミエン語族と共に、シナ・チベット語族の一員と考えられていた。しかし、それらに基礎語彙は含まれず、タイ・カダイ語族の全ての系統で見いだせるわけではないため、古い借用語と考えられている。
フモン・ミエン語族
Kosaka (2002)はタイ・カダイ語族とフモン・ミエン語族の関連性を論じている。加えて、オーストロネシア語族との関連性や、さらに古い祖先（東アジア祖語）についても論じている。
日本語族
Vovin (2014)は日本語族の原郷を中国南部に想定した。Vovinは、日本祖語が単音節のSVO構文であり、タイ・カダイ語と同様の孤立語であった可能性を示す類型論的証拠を示した。ただし、これらの共通特徴は遺伝的関係ではなく、激しい言語接触によるものとしている。